# Petr Exner
Petr Exner (* 1. května 1950 Hradec Králové) je český vexilolog, člen expertní skupiny Podvýboru pro heraldiku a vexilologii Poslanecké sněmovny Parlamentu České republiky.

## Životopis
Petr Exner vystudoval Vysokou školu ekonomickou v Praze a v letech 1990–2013 byl zaměstnán jako vedoucí informačních systémů rektorátu na Univerzitě v Hradci Králové (autorem původní vlajky Fakulty informačních technologií je právě Exner).

## Odborná činnost
Od roku 1975 (některé zdroje uvádějí 1977) byl členem Vexilologického klubu, který byl v roce 2005 přejmenován na Českou vexilologickou společnost (ČVS). Členem výboru ČVS, tajemníkem pro kongresovou činnost, je od roku 1995. Zároveň je členem redakční rady zpravodaje Vexilologie, publikuje v něm a podílí se na výtvarné spolupráci při jeho vydávání. V roce 1996 vytvořil internetové České vexilologické stránky ČVS (nová verze existuje od roku 2001).
V roce 1994 založil v Hradci Králové Středisko vexilologických informací (SVI), které se zabývá využitím informačních technologií ve vexilologii, komunálními vlajkami České republiky a publikační činností (Databáze vlajek ČR). SVI vydává od roku 1996 zpravodaj vexi.info, kde se soustřeďuje na aktuality z vexilologie ale i heraldiky a vydává ročenku Vexilokontakt (spolu s Ing. Jaroslavem Martykánem). V roce 1996 uspořádalo SVI 1. český národní vexilologický kongres, první ve střední a východní Evropě. Petr Exner se podílel i na organizaci všech následujících kongresů.
V roce 1996 vydal (spolu s Ing. Jiřím Tenorou) svazek Vexilologického lexikonu: Vexilologické společnosti a aktivity, v roce 2000 doplněné a rozšířené vydání Vexilologického názvosloví (spolu s Dr. Zbyškem Svobodou). Od roku 2000 vydává ve speciálních svazcích Vexilologického lexikonu přehled městských a obecních vlajek přijatých v Česku od roku 1991. Je editorem série sborníků věnovaných českým a československým vlajkám.
Od roku 2006 je členem expertní skupiny Podvýboru pro heraldiku a vexilologii, který vznikl v souvislosti se změnami po roce 1989 a s možností obcí požádat o udělení vlastní vlajky a znaku. Jako člen podvýboru se podílel na tvorbě zásad a posuzování všech symbolů krajů a na tvorbě základních vexilologických zásad pro tvorbu nových obecních symbolů. Posuzuje a schvaluje nové znaky a vlajky krajů, obcí a městských částí a vytváří oficiální popisy znaků a vlajek.

### Realizované návrhy symbolů
Kromě emblému ČVS a SVI je Petr Exner autorem symbolů Královéhradeckého kraje (včetně ozdobného hrotu praporu), emblému Vexillological Association of the State of Texas (VAST), emblému Japanese Vexillological Association (JAVA) nebo několika obcí či měst v Česku i zahraničí:
- Borovnice, obec, okres Žďár nad Sázavou, Kraj Vysočina
- Daňkovice, obec, okres Žďár nad Sázavou, Kraj Vysočina
- Engels, město, Saratovská oblast, Rusko
- Hřebečníky, obec, okres Rakovník, Středočeský kraj
- Lázně Bělohrad, město, okres Jičín, Královéhradecký kraj
- Nová Ves, obec, okres Žďár nad Sázavou, Kraj Vysočina
- Služátky, okres Havlíčkův Brod, kraj Vysočina
- Svor, okres Česká Lípa, Liberecký kraj[11]
- Výrava, obec, okres Hradec Králové, Královéhradecký kraj
- Záhoří, obec, okres Písek, Jihočeský kraj

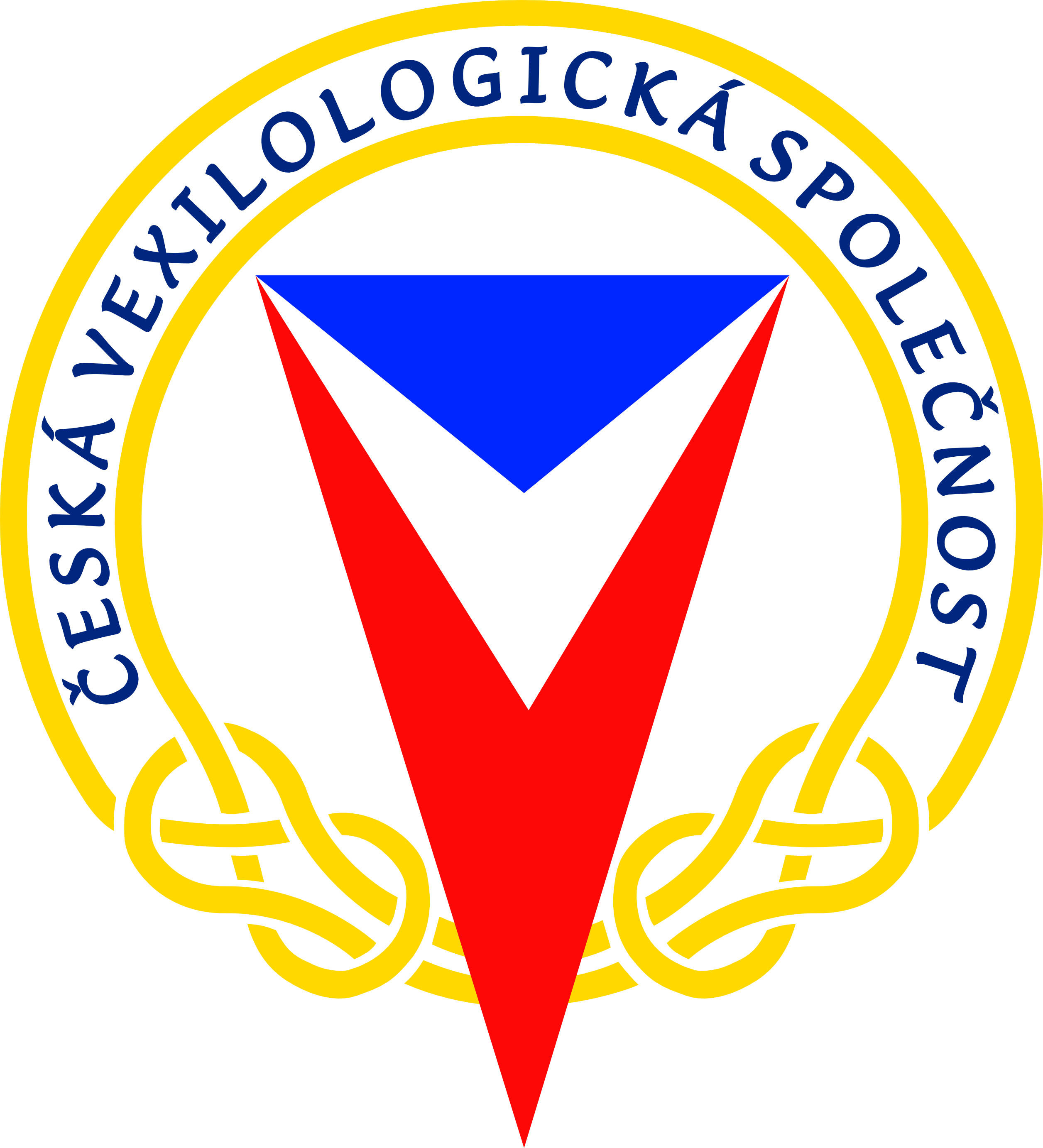
Emblém České vexilologické společnosti
Znak Královéhradeckého kraje
Vlajka Královéhradeckého kraje Poměr stran: 2:3

Vlajka obce Borovnice Poměr stran: 2:3
Vlajka obce Daňkovice Poměr stran: 2:3
Vlajka města Engels (Rusko, Saratovská oblast) Poměr stran: 2:3
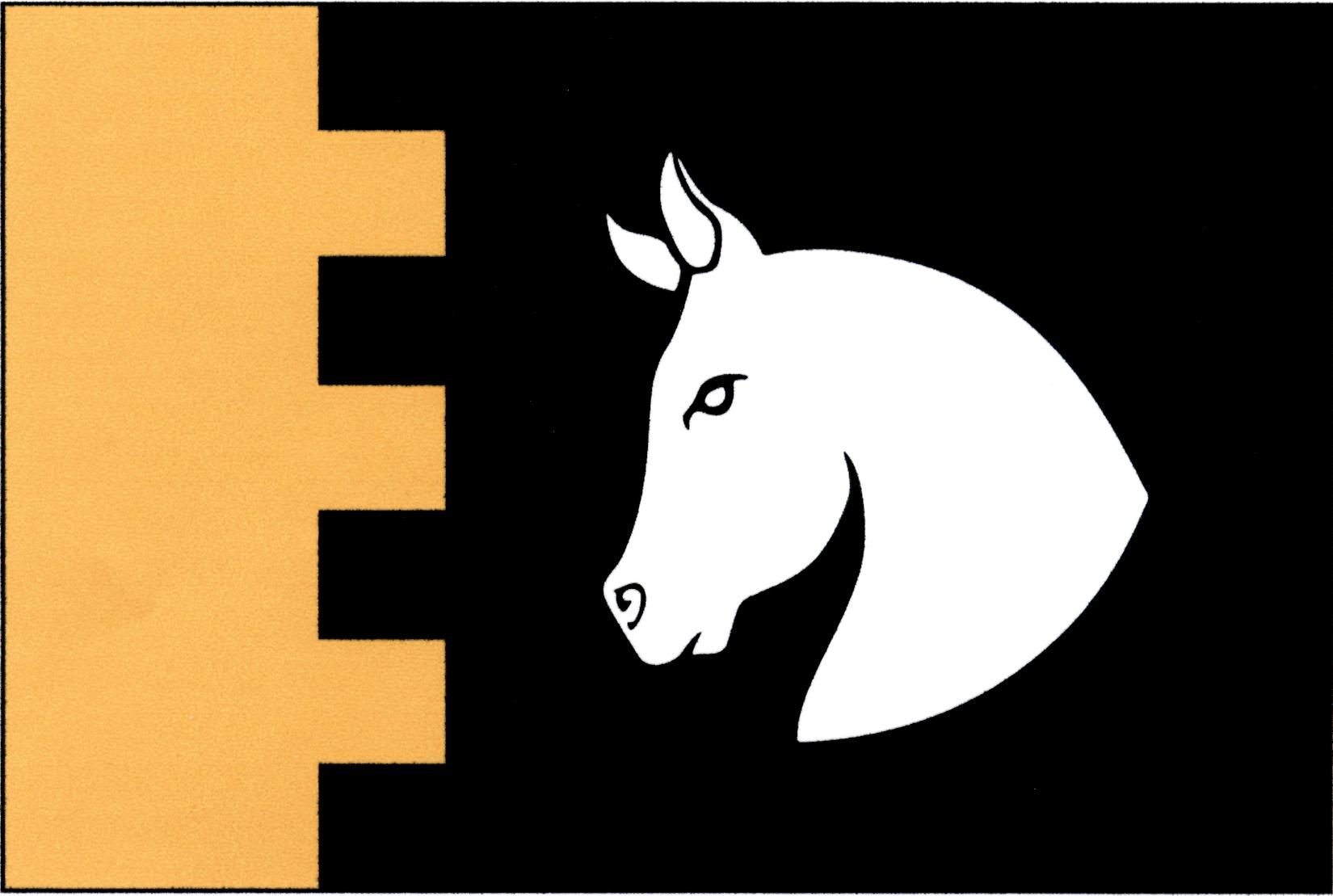
Vlajka obce Hřebečníky Poměr stran: 2:3
Vlajka města Lázně Bělohrad Poměr stran: 2:3
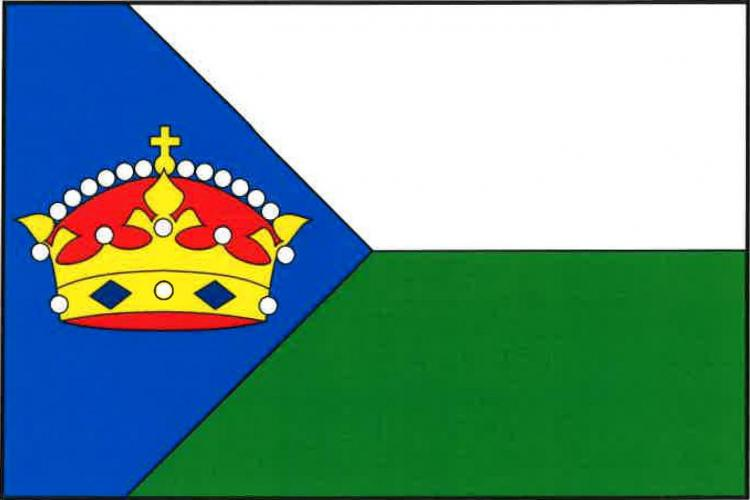
Vlajka obce Nová Ves Poměr stran: 2:3
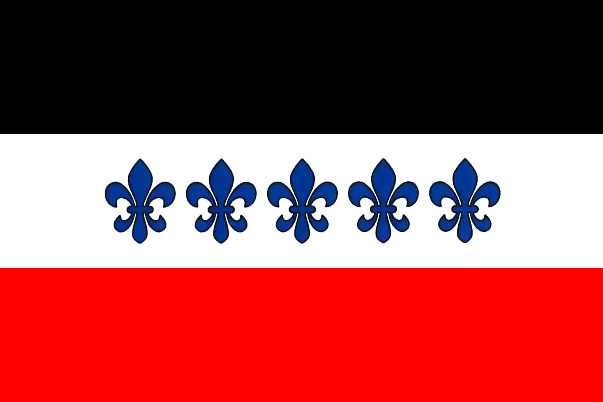
Vlajka obce Služátky Poměr stran: 2:3
Vlajka obce Svor Poměr stran: 2:3
Vlajka obce Výrava Poměr stran: 2:3
Vlajka obce Záhoří Poměr stran: 2:3

Dále je autorem vlajek:
- Fakulta informatiky a managementu, Univerzita Hradec Králové
- Střední průmyslová škola stavební, Hradec Králové

Petr Exner je taká autorem vlajek všech uskutečněných Českých národních vexilologických kongresů (ČNVK).

1. ČNVK, Hradec Králové (1996)
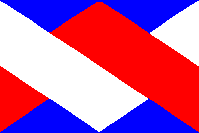
2. ČNVK, Ústí nad Labem (2000)
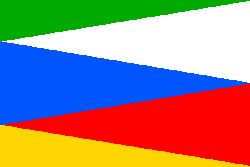
3. ČNVK, Plzeň (2004)
4. ČNVK, Přibyslav (2008)
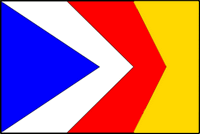
5. ČNVK, Liberec (2012)
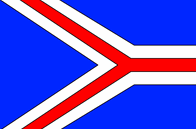
6. ČNVK, Ústí nad Orlicí (2016)
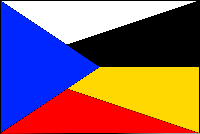
7. ČNVK, Frýdek-Místek (2020)

## Ocenění
- 1996 – Čestné uznání Vexilologického klubu za přípravu a uspořádání 1. českého národního vexilologického kongresu[13]
- 2005 – Cena FIAV (Fédération Internationale des Associations Vexillologiques) Vexillon za nejvýznamnější příspěvek pro vexilologii za poslední dva roky získal jako devátý v historii, za práce týkající se komunální vexilologie[14]
- 2015 – Stříbrná pamětní medaile a pamětní list za dlouholetou práci pro Poslaneckou sněmovnu Parlamentu České republiky
- 2015 – Fellow of the Federation (Cena FIAV)[15]
- 2016 – Kongresové ocenění ČVS za zásluhy o českou vexilologii (spojené se závěsnou medailí a titulem Laureate of the CVS)
- 2019 – Fellow of The Vexillological Association of the State of Texas[16][17]
- 2023 – Certificate of Appreciation, Státní heraldická rada při gruzínském parlamentu[18]